# Aribert Wäscher
Aribert Wäscher, född 1 december 1895 i Flensburg, död 14 december 1961 i Västberlin, var en tysk skådespelare inom teater och film. Han scendebuterade på Kleinen Theater i Berlin 1919. Under 1920-talet började han även filma och gjorde bland annat roller i stumfilmer av Gerhard Lamprecht. Wäscher medverkade fram till 1955 i runt 100 filmer. Han var från 1946 engagerad vid Deutschen Theater och verkade som teaterskådespelare fram till 1959.

## Filmografi, urval
- 1925 – De utstötta
- 1926 – Sol och vår-mannen
- 1931 – Ronny
- 1933 – Lördagsmiljonären
- 1933 – Viktor och Viktoria
- 1934 – Prinsessans kärleksaffärer
- 1935 – Det gudomliga äventyret
- 1935 – Vän eller fiende
- 1940 – Isabel och kärleken
- 1941 – Frauen sind doch bessere Diplomaten
- 1942 – Håll mej kär!
- 1942 – Rembrandt - målaren och hans modeller
- 1948 – Berliner-ballad
- 1948 – Fridolins sällsamma äventyr
- 1953 – Träffpunkt Berlin